# Centrale, Togo
Centrale är en av de fem regionerna i Togo. Regionen ligger i mellersta Togo och gränsar i norr till regionen Kara och i söder till regionen Plateaux. I öster gränsen Centrale till Benin och i väster till Ghana. Huvudort i regionen är staden Sokodé.
Regionen Centrale är indelad i fem prefekturer:
| Prefektur | Invånare (2022) | Huvudort  |
| --------- | --------------- | --------- |
| Tchaoudjo | 240 360         | Sokodé    |
| Sotouboua | 138 864         | Sotouboua |
| Blitta    | 163 272         | Blitta    |
| Tchamba   | 200 585         | Tchamba   |
| Mô        | 52 448          |           |
| Total     | 795 529         |           |